# Nate Huffman
Nathaniel Thomas Huffman (* 2. April 1975 in Saint Louis (Michigan); † 15. Oktober 2015 in Battle Creek) war ein US-amerikanischer Basketballspieler.

## Werdegang
Nach der Schulzeit an der Lakeview High School in St. Clair Shores bei Detroit spielte und studierte Huffman jeweils zwei Jahren am Lansing Community College und an der Central Michigan University. Nach der Saison 1996/97, in der er für Central Michigan im Schnitt 17,2 Punkte und 11 Rebounds je Begegnung erzielt hatte, wechselte Huffman ins Profigeschäft.
Im August 1997 wurde er von der NBA-Mannschaft Los Angeles Clippers verpflichtet und Ende Oktober desselben Jahres noch vor dem Saisonauftakt wieder aus dem Aufgebot gestrichen. Huffman heuerte hernach bei den CBA-Mannschaft Idaho Stampede an, 1998/99 spielte er in der spanischen Liga ACB bei Baloncesto Fuenlabrada, kam in 28 Einsätze auf Mittelwerte von 12,5 Punkten sowie 8,2 Rebounds je Begegnung.
Zwischen 1999 und 2002 stand er bei Maccabi Tel Aviv unter Vertrag. 2001 trug er zum Gewinn der FIBA SuproLeague bei und gewann mit Maccabi jeweils dreimal die israelische Meisterschaft und den Pokalwettbewerb (2000, 2001, 2002). In der Saison 2000/01 wurde er als bester Spieler der SuproLeague und der israelischen Liga ausgezeichnet. Ende Juli 2002 unterschrieb er einen Vertrag bei der NBA-Mannschaft Toronto Raptors. Kurz vor dem Beginn der Saison 2002/03 musste er einen Eingriff am Knie vornehmen lassen. Er bestritt nach der Gesundung in der NBA sieben Spiele für Toronto, kam auf jeweils 3,3 Punkte und Rebounds je Begegnung. Im Januar 2003 löste Toronto den Dreijahresvertrag auf und warf Huffman vor, vor dem Vertragsabschluss keine vollständige Auskunft über vorherige Kniebeschwerden gegeben zu haben. Ein unabhängiger Schlichter urteilte im Februar 2004, dass die Toronto Raptors Huffman die im Vertrag vereinbarten ausstehenden 2,56 Millionen US-Dollar zahlen müssen.
Huffman starb an den Folgen einer Krebserkrankung.